# Fly Me to the Moon - Le due facce della Luna
Fly Me to the Moon - Le due facce della Luna (Fly Me to the Moon) è un film del 2024 diretto da Greg Berlanti.

## Trama
Mentre impazzano i preparativi per il lancio dell'Apollo 11, la NASA assume la pubblicista Kelly Jones con il compito di rendere il progetto più interessante per il pubblico americano e per preparare in segreto un finto allunaggio da mandare in onda nel caso quello vero non si verificasse.
A tal proposito, in una scena del film Kelly Jones esclama "Dovevamo chiamare Kubrick!", commentando la realizzazione del falso allunaggio. Si tratta di una presa in giro di una tesi complottista, secondo cui il falso allunaggio sarebbe stato diretto proprio da Stanley Kubrick.

## Produzione
Nel marzo 2022 gli Apple Studios annunciarono il progetto, originariamente intitolato Project Artemis, con Scarlett Johansson e Chris Evans nel ruolo dei protagonisti e Jason Bateman alla regia.
Tre mesi più tardi Bateman lasciò la produzione a causa di divergenze artistiche e fu sostituito con Greg Berlanti. I ritardi di produzione causati dal cambio del regista costrinsero Evans a lasciare il cast e al suo posto è stato scelto Channing Tatum.
Le riprese sono iniziate ad Atlanta nell'ottobre 2022.

## Promozione
Il primo trailer del film è stato pubblicato l'8 aprile 2024.

## Distribuzione
Il film è stato distribuito nelle sale italiane l'11 luglio 2024.

## Accoglienza

### Incassi
Il film ha incassato 20532222 $ in Nordamerica e 21728312 $ nel resto del mondo, per un totale di 42260534 $. In Italia ha incassato 506711 € con 74065 presenze.

### Critica
Su Rotten Tomatoes 232 critici esprimono un gradimento del 65%, su Metacritic il voto medio di 49 critici è di 53/100.